# Lạc vào xứ Oz vĩ đại và quyền năng
Lạc vào xứ Oz vĩ đại và quyền năng (tựa tiếng Anh: Oz the Great and Powerful) là một bộ phim phiêu lưu hài hước của Hoa Kỳ sản xuất năm 2013, đạo diễn bởi Sam Raimi, sản xuất bởi Joe Roth, và kịch bản do David Lindsay-Abaire và Mitchell Kapner viết. Các diễn viên thủ vai chính trong phim bao gồm James Franco trong vai "phù thủy xứ Oz" Oscar Diggs, Mila Kunis trong vai "phù thủy độc ác của miền Tây" Theodora, Rachel Weisz trong vai "phù thủy độc ác của miền Đông" Evanora, và Michelle Williams trong vai Glinda "phù thủy tốt bụng". Zach Braff, Bill Cobbs, Joey King và Tony Cox đảm nhiệm các vai phụ còn lại.
Bộ phim được dựa trên bộ tiểu thuyết Oz của nhà văn L. Frank Baum, và cũng để tưởng nhớ tới bộ phim Phù thủy xứ Oz sản xuất năm 1939 bởi hãng MGM. Lấy bối cảnh từ 20 năm trước so với các sự kiện xảy ra trong bộ sách, Lạc vào xứ Oz vĩ đại và quyền năng tập trung vào nhân vật "phù thủy xứ Oz" Oscar Diggs, người đã lạc vào xứ Oz diệu kỳ và gặp gỡ ba phù thủy: "phù thủy độc ác của miền Tây" Theodora, "phù thủy độc ác của miền Đông" Evanora và Glinda "phù thủy tốt bụng". Oscar sau đó gia nhập vào công cuộc tìm lại trật tự và hòa bình ở xứ Oz, cùng lúc đó anh cũng chiến đấu để hòa giải những bất đồng với những phù thủy kia và với cả chính bản thân mình.
Lạc vào xứ Oz vĩ đại và quyền năng lần đầu ra mắt ở rạp El Capitan vào ngày 14 tháng 2 năm 2013, và được phát hành tại hầu hết các rạp bởi Walt Disney Pictures vào ngày 8 tháng 3 năm 2013, dưới định dạng Disney Digital 3D, RealD 3D và IMAX 3D, cũng như ở các rạp truyền thống. Mặc dù nhận được nhiều ý kiến phê bình trái chiều, bộ phim đã đạt được doanh thu vang dội, thu về 491 triệu USD toàn cầu, 149 triệu USD giành được vào tuần đầu tiên công chiếu trên toàn thế giới.

## Cốt truyện
Vào năm 1905 ở Kansas, Oscar "Oz" Diggs là nhà ảo thuật làm việc cho một gánh xiếc lưu động. Khi cơn bão ập đến, một người đàn ông cực kỳ khỏe mạnh làm việc tại gánh xiếc phát hiện Oscar đã ve vãn vợ mình và đuổi theo anh ta. Oscar trốn thoát trong một chiếc khinh khí cầu, nhưng bị hút vào cơn lốc xoáy và cơn lốc ấy đã đưa anh ta tới vùng đất Oz. Ở đó, anh ta gặp một phù thủy xinh đẹp nhưng vẫn còn rất ngây thơ tên là Theodora, người tin rằng anh ta chính là vị pháp sư được tiên tri sẽ tiêu diệt được tên phù thủy độc ác đã giết vị vua của xứ Oz. Đang trên đường tới thành phố Emerald, Theodora đã yêu Oscar. Họ bất ngờ gặp chú khỉ biết bay Finley, người mang nợ Oscar mạng sống khi Oscar cứu nó khỏi một con sư tử. Oscar giãi bày với Finley rằng mình thực ra không phải là một vị pháp sư.
Ở thành phố Emerald, Oscar gặp người chị của Theodora tên là Evanora, người nói với anh rằng tên phù thủy độc ác đang cư trú ở Khu rừng tối và sẽ bị giết nếu phá hủy được chiếc đũa thần của cô ấy, bởi đó là cội nguồn của mọi sức mạnh của cô ta. Quyết định sẽ ăn cắp chiếc đũa thần đó, Oscar và Finley có thêm người bạn đồng hành tới khu rừng là Cô bé sứ, một búp bê bằng sứ còn trẻ và biết nói; ngôi làng và gia đình của cô đã bị phá hủy bởi tên phù thủy độc ác. Ba người tới được khu rừng, và lúc đang đi lấy trộm cây đũa thần, họ phát hiện "tên phù thủy độc ác" thật ra là Glinda "phù thủy tốt bụng", người đã kể cho họ nghe rằng Evanora mới là "phù thủy độc ác" thật. Evanora đã nhìn thấy việc này qua quả bóng pha lê của cô ta và khiến Theodora ghen tức với Oscar, hiểu nhầm rằng anh ta đang cố ve vãn cả ba cô phù thủy. Cô ta liền đưa cho Theodora, người đang tan nát trái tim, một quả táo thần sẽ xóa bỏ mọi đau khổ của cô. Theodora đã cắn nó, nhưng lúc cô nhận ra Evanora là phù thủy độc ác thực sự thì đã quá muộn. Quả táo đó đã biến cô thành một phù thủy độc ác có màu da xanh lè.
Glinda đưa nhóm của Oscar tới lãnh địa của Oz để trốn thoát khỏi lũ winkies và khỉ đầu chó trong quân đội của Evanora. Cô nói riêng với Oscar rằng cô biết anh không phải là pháp sư thật. Tuy nhiên, cô vẫn tin rằng họ có thể cùng nhau ngăn Evanora được, và cho anh một "quân đội" bao gồm các Quadlings (những người nông dân), tinkers (những người thợ hàn) và Munchkins (những người lùn). Theodora xâm nhập lãnh địa của Glinda và tức giận cho Oscar biết về bộ dạng mới kinh khủng của mình trước khi đe dọa sẽ giết Oscar và mọi người đi theo anh ta với quân đội được huấn luyện chu đáo của thành phố Emerald. Oscar hết hi vọng vào cơ hội của mình, tuy nhiên sau khi kể cho cô bé sứ nghe câu chuyện về những thành công chói lọi của vị anh hùng Thomas Edison, anh ta nhận ra rằng họ có thể chiến đấu nhờ vào những trò ảo thuật khéo tay của mình.
Glinda và những thần dân của cô mở một cuộc tấn công giả vờ vào lâu đài của những Phù thủy độc ác bằng cách sử dụng lũ bù nhìn điều khiển bằng ròng rọc, được che bằng những đám khói dày. Những tên phù thủy bị lừa khi tung ra lũ khỉ đầu chó của mình vào cánh đồng đầy cây thuốc phiện sẽ ru ngủ chúng. Tuy nhiên, hai tên khỉ đầu chó đã bắt được Glinda. Sau đó cô bị đưa tới quảng trường thành phố và trói chặt lại. Trong lúc đó, Oscar đã thâm nhập vào thành phố Emerald với các đồng minh của mình, chỉ giả vờ bỏ đi trên một chiếc khinh khí cầu chở đầy vàng, sau đó đã bị Theodora phá hủy bằng một quả cầu lửa. Oscar sau đó đã bí mật tới chỗ các bạn mình, nói rằng cái chết của mình chỉ là giả mà thôi. Sử dụng một chiếc máy tạo khói được giấu kín và một máy chiếu hình ảnh, anh ta biểu diễn hình ảnh ba chiều khổng lồ của khuôn mặt mình trong hình dạng "thật", và một cuộc trình diễn pháo hoa để tấn công và đe dọa những phù thủy xấu xa. Evanora sợ hãi trốn trong lâu đài của mình trong khi Theodora tìm cách trốn thoát với cái chổi của mình, không thể nào làm bị thương được vị pháp sư không thể khuất phục. Cô bé sứ đã giải thoát cho Glinda, người đánh bại Evanora, phá hủy cái vòng cổ bằng ngọc lục bảo của phù thủy xấu xa đã che giấu bề ngoài già nua thật của mình. Phù thủy Evanora đang bị xua đuổi cuối cùng cũng được hai con khỉ đầu chó còn sót lại cắp đi.
Oscar, giờ đây là vua của xứ Oz, sử dụng chiếc máy chiếu để giữ được niềm tin của mọi người rằng anh là một pháp sư quyền năng. Anh ta cũng mang đến những món quà cho những người bạn của mình: thợ hàn trưởng, người đã giúp anh lắp ráp máy móc, nhận được con dao gập dùng trong các chuyến cắm trại của Oscar; Knuck, người lùn hay gắt gỏng, sứ giả của Glinda, nhận được một chiếc mặt nạ với cái miệng cười; Finley, một người rất nhẫn nại, giành được tình bạn đẹp với Oscar cùng với chiếc mũ đội đầu của anh; và cô bé sứ đã chấp nhận những người bạn như là một gia đình mới của mình. Cuối cùng, Oscar đưa Glinda trở ra phía sau chiếc rèm của chiếc máy chiếu và hôn cô.

### Sự kế tục
Lạc vào xứ Oz vĩ đại và quyền năng lấy bối cảnh vào năm 1905, 20 năm trước những sự kiện được nhắc tới trong bộ tiểu thuyết gốc Phù thủy xứ Oz. Bộ phim thể hiện một số phong cách nghệ thuật và tiến bộ kĩ thuật tương đồng với bộ truyện và bộ phim sản xuất năm 1939.
Phần mở đầu của bộ phim được thể hiện dưới dạng hình ảnh đen trắng, rồi dần chuyển sang phim có màu khi nam diễn viên chính lạc vào xứ Oz; thêm và đó, kích thước khung cảnh cũng từ từ mở rộng từ kích cỡ 4:3 sang màn ảnh rộng 2.35:1, và âm thanh cũng chuyển đổi từ hệ âm thanh một kênh sang hệ âm thanh vòng. Giống như bộ phim được sản xuất năm 1939, Glinda di chuyển trong những bong bóng khổng lồ, và thành phố Emerald thực sự có màu ngọc lục bảo (giống như tên gọi của nó); trong cuốn tiểu thuyết, các nhân vật đeo kính màu để khiến cho mọi thứ xuất hiện như vậy. Vẻ bề ngoài màu xanh lá cây trông như tượng của "phù thủy độc ác của miền Tây" trông giống vẻ ngoài của cô ta trong bộ phim cũ hơn, bởi trong tiểu thuyết, phù thủy là một bà già thấp chỉ có một bên mắt. Những phù thủy độc ác được miêu tả là những chị em, một ý tưởng bắt nguồn từ bộ phim năm 1939. Một số diễn viên đóng vai các nhân vật trong vùng đất Oz cũng đã tham gia diễn xuất trong phân cảnh ở Kansas, ví dụ như Frank, người trợ lý của Oscar mà anh ta coi như là "con khỉ đã được huấn luyện" của mình (nhân vật của Frank trong vùng đất Oz là con khỉ có cánh Finley), và cô gái ngồi trên xe lăn tại phân cảnh Kansas có nhiều nét tương đồng với cô gái bằng sứ (ở Kansas Oscar đã không thể làm cho cô gái tàn tật ngồi trên xe lăn ấy đi được và anh ta đã có cơ hội thực hiện điều này khi anh ta chữa cái chân bị gãy của cô bé sứ). Một nhân vật khác, Annie (Michelle Williams), nhắc Oscar rằng cô ấy đã được hứa hôn với John Gale, có lẽ cũng là lời gợi ý về dòng dõi của cha mẹ Dorothy Gale.
Một số các nhân vật tham khảo khác bao gồm Con bù nhìn, được dựng lên bởi những người dân trong thành phố như một mẹo gây sợ hãi; Tin Woodman (người bằng gỗ), người sáng tạo ra nó được giới thiệu là Master Tinker; và Con hổ nhút nhát đã bị Oscar dọa đuổi đi sau khi nó tấn công Finley. Tương tự như vậy, nhiều nhân vật khác nhau của Oz cũng được miêu tả lại bên cạnh những người Munchkins; vương quốc Quadlings, những người sống cùng với cô bé sứ ở thế giới sứ, và lũ Winkies (bọn chúng không có tên cụ thể trong bộ phim ngày xưa). Giống như thế, Glinda - ít nhất là trong khi cô bị tạm thời xua đuổi - cũng được nói đến bởi tên gọi của cô trong tiểu thuyết (phù thủy tốt bụng của miền Nam), không giống như bộ phim năm 1939, ở đó tên của cô là "Phù thủy tốt bụng của miền Bắc" (bởi nhân vật này bị hợp nhất với nhân vật "Phù thủy tốt bụng của miền Bắc"). Nước mắt của Theodora để lại những vết sẹo trên mặt cô, cho thấy sự yếu đuối của cô với nước (điều đã gây ra kết cục phải chịu khuất phục của cô trước Dorothy vị cứu tinh của xứ Oz). Thêm nữa, Oz được giới thiệu là một thế giới có thực giống như trong cuốn tiểu thuyết, khác với bộ phim năm 1939, nó chỉ là một giấc mơ.

## Dàn diễn viên
- James Franco trong vai Oscar "Oz" Diggs, một nghệ sĩ lừa đảo hay lăng nhăng với nhiều phụ nữ, một nhà ảo thuật, và một người hay đi nói chuyện ở nhiều nơi.[8] Anh ta là một phần của gánh xiếc rong ở miền trung phía Tây nước Mỹ. Anh ta bị cuốn đi trong một chiếc khinh khí cầu do một cơn lốc xoáy tới miền đất Oz, nơi mọi người tin rằng anh ta là một pháp sư được định mệnh mang tới hòa bình cho miền đất, buộc anh ta phải từ bỏ thứ đạo đức giả dối của mình để làm mọi người tin rằng anh ta chính là vị anh hùng mà những người dân xứ Oz cần.
- Mila Kunis trong vai Theodora, một phù thủy tốt xinh đẹp và ngây thơ có tình yêu sâu nặng với vùng đất Oz. Cô tin rằng Oscar chính là vị pháp sư được tiên tri sẽ đánh bại tên phù thủy tưởng là xấu xa Glinda trong Khu rừng tối, và trong quá trình đó cô tỏ ra có tình cảm với Oscar. Evanora sau đó đã từ từ lôi kéo khiến Theodora tin rằng Oscar đã lừa cô vì Glinda, dẫn tới biến đổi cô thành một "phù thủy độc ác của miền Tây".[9]
- Rachel Weisz trong vai Evanora, "phù thủy độc ác của miền Đông".[10] Cô ta là người giám hộ của thành phố Emerald và là trợ lý xưa kia của nhà vua xứ Oz, người đã bị cô này giết trước đó, sau này đổ tội cho cô em Glinda. Là một phù thủy xấu xa, cô ta có bộ dạng gớm ghiếc bị giấu đi bằng cách đeo một chiếc vòng cổ có tác dụng cho cô vẻ bề ngoài của một cô gái trẻ quyến rũ. Cô ta đã lừa Oscar bằng việc đổ cho Glinda là tên "phù thủy độc ác".
- Michelle Williams trong vai Glinda "phù thủy tốt bụng của miền Nam". Cô cai quản và bảo vệ một vương quốc hòa bình của Oz, nơi có những người nông dân, thợ hàn và những người lùn tốt tính. Tuy nhiên, do lời xúi giục của Evanora, những người dân khác của xứ Oz lại tin rằng cô chính là phù thủy độc ác khiến cả vùng đất khiếp sợ. Cô đã hướng dẫn Oscar hoàn thành sứ mệnh đánh bại Evanora sau khi biết sự thật rằng Evanora đã lừa mình. Glinda sau đó cũng đã trở thành người yêu của Oscar.
  - Williams cũng đồng thời thủ vai Annie, một người tình cũ của Oscar ở Kansas. Tương tự như Glinda ở xứ Oz, Annie cũng cố gắng cổ vũ Oscar nhận ra những điều tốt đẹp ở bản thân mình. Cô được hứa hôn với John Gale, điều này gợi ý rằng cô ấy có thể là người mẹ tương lai của Dorothy Gale.[6]
- Zach Braff lồng tiếng cho nhân vật Finley, một con khỉ có cánh đã nợ Oscar ơn cứu mạng không thể từ bỏ được, tin rằng anh chính là vị pháp sư đã được tiên tri, bởi anh ta đã cứu Finley khỏi một con sư tử hèn nhát.[7] Chú khỉ nhanh chóng thấy hối hận với quyết định của mình khi Oscar cho biết anh không phải là một pháp sư, nhưng dù sao chú khỉ đó cũng đã trở thành một đồng minh trung thành của Oscar sau này.
  - Braff cũng đồng thời thủ vai Frank, người trợ lý trung thành nhẫn nại của Oscar khi anh còn ở Kansas.
- Bill Cobbs trong vai Master Tinker (Tinker trưởng), người chỉ huy đội thợ hàn dẫn dắt bởi Glinda. Người xem cũng nhận ra rằng anh ta chính là người thợ thiếc đã xây dựng nên Tin Woodman.[7]
- Joey King tham gia lồng tiếng cho Cô bé sứ, một búp bê sứ trẻ tuổi biết nói đến từ thành phố sứ, nơi mọi thứ, kể cả cư dân ở đó, đều được làm bằng sứ cả. Nhà cô đã bị Evanora phá hủy, để lại cô là người sống sót duy nhất được Oscar tìm thấy, và cô đã có một tình bạn bền chặt với Oscar.
  - King cũng đồng thời đóng vai cô gái tàn tật trên chiếc xe lăn trong số những khán giả tới buổi biểu diễn ảo thuật của Oscar tại Kansas.
- Tony Cox trong vai Knuck, sứ giả và là người thổi kèn lệnh của thành phố Emerald, theo phe của Glinda.
- Stephen R. Hart và Bruce Campbell trong vai những người gác cổng "Winkie" của thành phố Emerald.[11]
- Abigail Spencer trong vai May, trợ lý biểu diễn ảo thuật tạm thời của Oscar ở Kansas và là một trong những mối tình chóng vánh của Oz trong bộ phim.[11]
- Tim Holmes trong vai người đàn ông lực lưỡng đã tấn công Oscar để đòi lại công bằng cho vợ mình, buộc Oscar phải lên chiếc khinh khí cầu đưa anh tới vùng đất Oz.

Raimi, người thường tuyển bạn bè và các diễn viên không chuyên vào các vai phụ, đã tuyển người em trai của mình, Ted Raimi trong vai một người có tính hoài nghi ở thị trấn nhỏ trong buổi biểu diễn ảo thuật của Oscar, người đã kêu lên rằng "Tôi thấy sợi dây!"; Jim Moll, thầy giáo dạy kịch trước đây của anh ở trường Birmingham Groves High School, trong vai người dân thị trấn số 10; Jim Bird, giáo viên dạy môn nghiên cứu xã hội trước đây của anh tại trường Birmingham West Maple Middle School (Junior High) và "Những người phụ nữ của cái chết độc ác" — các nữ diễn viên Ellen Sandweiss, Betsy Baker và Theresa Seyferth a.k.a. Theresa Tilly a.k.a. Sarah York  từ bộ phim The Evil Dead của Raimi —trong vai ba người dân thị trấn Quadling.

## Sản xuất

### Lịch sử của Disney vớiOz
Sau thành công của bộ phim Nàng Bạch Tuyết và bảy chú lùn năm 1937, Walt Disney lên kế hoạch sản xuất một bộ phim hoạt hình dựa trên cuốn truyện đầu tiên trong bộ sách "Oz" của nhà văn L. Frank Baum. Roy O. Disney, chủ tịch của Walt Disney Studios, được Baum thông báo rằng họ đã bán bản quyền sản xuất phim dựa trên cuốn truyện đầu tiên đó cho Samuel Goldwyn, người sau đó đã bán lại cho Louis B. Mayer vào năm 1938. Dự án được phát triển bởi Metro-Goldwyn-Mayer thành bộ phim nhạc kịch chuyển thể nổi tiếng "The Wizard of Oz" với các vai chính thuộc về Judy Garland, Ray Bolger, Bert Lahr, Jack Haley, Margaret Hamilton và Billie Burke, ra mắt vào năm sau đó.
Vào năm 1954, khi bản quyền phim của mười ba cuốn sách còn lại của bộ "Oz" vẫn còn đang để ngỏ, Walt Disney Productions giành được chúng  phục vụ việc sử dụng cho series phim truyền hình của Walt Disney Disneyland và bộ phim người đóng Con đường cầu vồng tới xứ Oz, tuy nhiên dự án đã bị bỏ dở và không bao giờ được hoàn thành nữa. Lịch sử của Disney với series truyện Oz tiếp diễn với bộ phim ra mắt năm 1985 Trở lại xứ Oz, nhận được phản ứng nghèo nàn cả về chuyên môn lẫn doanh thu, nhưng vẫn phát triển một phiên bản kế tục từ sau lần ra mắt đó. Sau bộ phim "Trở lại xứ Oz", Disney để mất bản quyền sản xuất phim sang bộ sách "Oz" và sau đó chúng đã chuyển sang dạng cho sử dụng tự do.
Vào năm 2005, lịch sử của Disney với series "Oz" tiếp tục với bộ phim truyền hình nhạc kịch "Phù thủy xứ Oz của những con rối Muppets" bắt đầu loạt phim The Muppets, được công chiếu trên đài truyền hình ABC (Hoa Kỳ). Vào năm 2012, lịch sử của Disney với series Oz một lần nữa tiếp tục với March of the Oreos. Đây là một bài hát xuất hiện trong bộ phim hoạt hình Wreck-It Ralph (2012). Bài hát được thể hiện bởi những người lính gác cho nhà vua Candy và đây chính là một phiên bản lấy ý tưởng từ bài hát March of the Winkies từ bộ phim Phù thủy xứ Oz (1939).

### Quá trình phát triển
Nhà viết kịch bản Mitchel Kapner đã bị hấp dẫn bởi viễn cảnh khám phá nguồn gốc của các nhân vật trong "Phù thủy xứ Oz" sau khi đọc cuốn tiểu thuyết thứ 6 trong series "Thành phố Emerald của xứ Oz". Nhà sản xuất Joe Roth cũng tham gia với lý do gần như tương tự Kapner, ông phát biểu rằng "...trong những năm tôi dành để điều hành Walt Disney Studios – tôi đã biết để tìm ra một câu chuyện cổ tích với nhân vật nam chính tốt khó đến mức nào. Bạn đã được xem Người đẹp ngủ trong rừng (1959), Cô bé Lọ Lem (1950) và Alice (1951). Nhưng một câu chuyện cổ tích với nhân vật nam chính thực sự rất khó tìm. Nhưng với câu chuyện gốc của "Phù thủy xứ Oz", đây chính là một câu chuyện cổ tích có nhân vật nam chính một cách hết sức tự nhiên. Đó chính là lý do vì sao tôi biết đây là ý tưởng thực sự đáng theo đuổi cho một bộ phim." Kapner và người đồng sáng tác Palak Patel đã trình bày ý tưởng trên với Sony Pictures nhưng bị từ chối. Năm 2009, dự án được thiết lập ở Walt Disney Pictures khi trường quay này đặt hàng bộ phim Lạc vào xứ Oz vĩ đại và quyền năng dưới tên tạm thời trong quá trình sản xuất là "Brick". Thời kì này Dick Cook đang đảm nhiệm vai trò chủ tịch của Walt Disney Studios, người kế tục ông sau này là Rich Ross và tiếp đó là Alan Horn, sự thay đổi trong quản lý liên tục như vậy thường khiến cho các tác phẩm chính ra mắt công chúng khó lòng tồn tại được qua nhiều đời chủ tịch. David Lindsay-Abaire sau đó đã được bổ nhiệm làm giám đốc sản xuất trở lại, thay cho Patel.

### Sản xuất tiền kỳ
Ban đầu Roth tìm đến Robert Downey, Jr. cho vai diễn Pháp sư vào tháng 4 năm 2010. Vào mùa hè năm đó, Sam Raimi được thuê làm đạo diễn cho phim từ một danh sách ứng cử bao gồm cả các đạo diễn Sam Mendes và Adam Shankman. Vào tháng 1 năm 2011, Raimi gặp gỡ Downey, nhưng không giấu giếm việc casting của mình. Khi thấy Downey không mấy hào hứng với vai diễn, Johnny Depp là người tiếp theo được tiếp cận nhờ quan hệ hợp tác trước đó của anh với công ty trong loạt phim và thương hiệu "Cướp biển vùng Caribbean" và Alice ở xứ sở thần tiên (2010). Depp thích vai diễn này nhưng từ chối tham gia, lấy lý do rằng anh đang làm việc cho một dự án phim tent-pole khác của Disney, The Lone Ranger. Bộ phim không tìm được diễn viên chính cho tới khi James Franco bước vào đàm phán để đảm nhận vai chính cho bộ phim (cùng với khoảng 7 triệu USD thù lao), năm tháng trước khi bộ phim được bấm máy theo kế hoạch. Franco và Raimi đã từng làm việc cùng nhau trong loạt phim 3 phần "Người nhện" trước đây. Franco tiếp tục được ảo thuật gia Lance Burton đào tạo để chuẩn bị cho vai diễn.
Nhà viết kịch bản Mitchell Kapner tìm hiểu các thông tin về vị Pháp sư từ tiểu thuyết của L. Frank Baum để phác thảo một câu chuyện ban đầu. Raimi muốn bộ phim có một chút hơi hướng giống với phiên bản 1939 và bổ sung cho bộ phim những tình tiết tương tự phiên bản này. Disney muốn giảm kinh phí sản xuất cho phim xuống khoảng xấp xỉ 200 triệu USD.
Vào tháng 6 năm 2011, nhạc soạn nhạc Danny Elfman được chọn để viết nhạc cho phim "Lạc vào xứ Oz vĩ đại và quyền năng"', mặc dù Elfman và Raimi đã từng có những bất đồng khi sản xuất Người nhện 2 (2004) và Elfman tuyên bố họ sẽ không bao giờ làm việc cùng nhau nữa.
Việc tuyển chọn diễn viên cho phim được giao cho các diễn viên địa phương ở Michigan.

### Quay phim
Công tác quay phim tại hiện trường cho "Lạc vào xứ Oz vĩ đại và quyền năng" bắt đầu vào ngày 25 tháng 7 năm 2011, tại Raleigh Michigan Studios ở Pontiac, Michigan, sử dụng các máy quay định dạng 3D.
Raimi quyết định sử dụng các trường quay thật kết hợp với công nghệ mô phỏng hình ảnh trên máy tính (computer-generated imagery – CGI) trong quá trình quay phim. Các trường quay thực tế được xây dựng để các diễn viên có được sự tưởng tượng trực quan hơn, chứ không sử dụng công nghệ "màn hình xanh" (Chroma key) cho tất cả các cảnh. Kĩ thuật màn hình xanh (Chroma key) chỉ được sử dụng cho những cảnh nền phía sau. Zach Braff và Joey King cũng có mặt tại trường quay, thu âm các đoạn đối thoại cùng lúc với các diễn viên khác mỗi khi các nhân vật được tạo ra trên máy tính (CG) của họ xuất hiện trong các phân cảnh. Các con rối cũng được huy động để có một phiên bản thực tế của Cô bé sứ, giúp các diễn viên có một cái nhìn trực quan hơn để diễn xuất. Braff mặc một bộ quần áo chuyển động màu xanh da trời để thực hiện những chuyển động của Finley và có một máy quay cận cảnh khuôn mặt để ghi lại những chuyển động trên khuôn mặt Finley trong những cảnh bay.
Giám đốc nghệ thuật Robert Stromberg, người từng làm việc với các bộ phim Avatar và Alice ở xứ sở thần tiên, lấy cảm hứng từ bộ phim của Frank Capra và James Wong Howe để đạt được mẫu thiết kế Art Deco mà ông đã hình dung trong đầu cho thành phố Emerald. Stromberg tạo ra sự tương phản giữa phần hình ảnh đầy màu sắc rực rỡ của Oz với khung cảnh có phần giản dị của Alice, cho biết rằng mặc dù cả hai bộ phim cùng hướng tới những thế giới kì ảo tương tự, không khí và khung cảnh chung của hai bộ phim là "hoàn toàn khác nhau". Vào năm 2011, Stromberg và nhóm của ông đến thăm kho lưu trữ của Walt Disney trong giai đoạn sản xuất tiền kỳ để tham khảo phong cách sản xuất nghệ thuật từ các phim hoạt hình Disney trước đó như Pinocchio, Bambi, Fantasia, Cô bé Lọ Lem, Người đẹp ngủ trong rừng, Alice ở xứ sở thần tiên, và Nàng Bạch Tuyết và bảy chú lùn, thu thập từ các thiết kế và chất liệu nhằm đưa tới cho phim một chút hơi hướng từ phong cách cổ điển của Disney. Nhà thiết kế phục trang Gary Jones tập trung vào tính chân thực của các thiết kế: "Chúng tôi bắt đầu bằng việc nghiên cứu cẩn thận và phác thảo ý tưởng về kiểu dáng của trang phục cho giống với thời kỳ lịch sử đó nhưng khi bắt tay vào công việc, chúng tôi tạo ra một thế giới khác hẳn".
Sam Raimi nói về việc sáng tạo lại vùng đất Oz dưới những ràng buộc pháp lý.
Đội sản xuất phải làm việc dưới sự ràng buộc với các quy định của Warner Bros., chủ sở hữu hợp pháp của những yếu tố mang tính chuẩn mực trong phiên bản phim năm 1939 của MGM (thông qua chi nhánh của nó Turner Entertainment), bao gồm cả đôi dép bằng đá ruby của Judy Garland. Do vậy, Disney không thể sử dụng chúng hay bất kì nhân vật nào tương tự từ bộ phim đó. Điều này dẫn tới màu da xanh lá cây của phù thủy độc ác, được Disney sử dụng khi bộ phận quản lý tính hợp pháp của họ xem là một hình ảnh hoàn khác gọi là "Theostein" (một sự kết hợp của "Theodora" và "Frankenstein"). Thêm nữa, công ty này cũng không thể sử dụng cái nốt ruồi ở cằm ở hình tượng của Margaret Hamilton trong vai "Phù thủy độc ác của miền Tây", và cũng không thể sử dụng thiết kế gió xoáy trên con đường gạch vàng cho Munchkinland.
Cùng với những vấn đề pháp lý, đoàn phim cũng phải đối mặt với nhiều lần trì hoãn khi một số diễn viên bận tham gia một số công việc không liên quan khác. Rachel Weisz giữa lúc đang quay phim để tham gia vai diễn chính của cô trong The Bourne Legacy, Michelle Williams buộc phải tham gia thúc đẩy cho lễ ra mắt của My Week with Marilyn, và bố của Franco qua đời trong khi quá trình sản xuất đang tiến hành. Roth so sánh việc sắp xếp các lịch chồng chéo nhau của các diễn viên với "việc kiểm soát không lưu" vậy. Phần hóa trang và các bộ phận giả của Mila Kunis cần tới bốn giờ để có tác dụng và một giờ nữa để loại bỏ, và Kunis mất tới gần hai tháng để chữa khỏi hoàn toàn hậu quả của những vết hóa trang khỏi da của cô.

### Sản xuất hậu kỳ
Raimi phải chữa lại một số chi tiết khung cảnh thiên nhiên ghê sợ để nhận được đánh giá PG mong muốn của Disney từ MPAA. Sony Pictures Imageworks được ký hợp đồng thực hiện hiệu ứng đặc biệt và kỹ xảo cho phim.

### Âm nhạc
Nhà soạn nhạc Danny Elfman ghi chú rằng phần nhạc của phim có thể được sản xuất nhanh chóng, với phần lớn nhạc phim được viết chỉ trong sáu tuần. Nói về chất lượng của phần nhạc phim, Elfman phát biểu, "Chúng tôi đang tiếp cận với phong cách cổ điển nhưng có ý thức không để nó trở nên lỗi thời. Hãy để kịch mê-lô (một loại kịch phóng đại) là chính kịch mê-lô, hãy để mọi thứ là chính nó. Tôi cũng nghĩ rằng có một điều thuận lợi khi tôi có thể viết nhạc kiểu tường thuật, và khi tôi có thể viết kiểu nhạc tường thuật thì tôi có thể viết nhanh hơn, vì đây chính là năng khiếu của tôi: tôi có thể kể một câu chuyện bằng âm nhạc."
Ca sĩ kiêm nhạc sĩ người Mỹ Mariah Carey ghi âm một single pop quảng cáo có tên "Almost Home" viết bởi Carey, Simone Porter, Justin Gray, Lindsey Ray, Tor Erik Hermansen, và Mikkel Eriksen (a.k.a. Stargate) cho phần nhạc phim. Single này được phát hành ngày 19 tháng 2 năm 2013 bởi Island Records.

#### Nhạc phim
Phần nhạc phim gốc cho "Lạc vào xứ Oz vĩ đại và quyền năng" được phát hành trên đĩa và trên định dạng kĩ thuật số bởi Walt Disney Records vào ngày 5 tháng 3 năm 2013. Phiên bản đĩa CD được phát hành trên cơ sở hợp tác với Intrada Records.
Tất cả nhạc phẩm được soạn bởi Danny Elfman.
| STT              | Nhan đề                            | Thời lượng |
| ---------------- | ---------------------------------- | ---------- |
| 1.               | "Main Titles"                      | 2:57       |
| 2.               | "A Serious Talk"                   | 2:23       |
| 3.               | "Oz Revealed"                      | 1:58       |
| 4.               | "A Strange World"                  | 1:48       |
| 5.               | "Where Am I?/Schmooze-A-Witch"     | 2:05       |
| 6.               | "Fireside Dance"                   | 1:19       |
| 7.               | "Meeting Finley"                   | 1:57       |
| 8.               | "The Emerald Palace"               | 0:47       |
| 9.               | "Treasure Room/Monkey Business"    | 2:56       |
| 10.              | "China Town"                       | 3:07       |
| 11.              | "A Con Job"                        | 1:47       |
| 12.              | "Glinda Revealed"                  | 1:43       |
| 13.              | "The Munchkin Welcome Song"        | 0:41       |
| 14.              | "Bad Witch"                        | 4:32       |
| 15.              | "The Bubble Voyage"                | 2:48       |
| 16.              | "Great Expectations/The Apple"     | 4:58       |
| 17.              | "Meeting the Troops"               | 1:18       |
| 18.              | "What Army"                        | 0:29       |
| 19.              | "Theodora's Entrance/Puppet Waltz" | 1:51       |
| 20.              | "A Threat"                         | 2:07       |
| 21.              | "Bedtime/The Preparation Montage"  | 7:00       |
| 22.              | "Call to Arms"                     | 2:13       |
| 23.              | "Destruction"                      | 2:38       |
| 24.              | "Oz the Great and Powerful"        | 1:25       |
| 25.              | "Fireworks/Witch Fight"            | 1:39       |
| 26.              | "Time for Gifts"                   | 5:54       |
| 27.              | "End Credits from Oz"              | 1:59       |
| Tổng thời lượng: | Tổng thời lượng:                   | 1:06:19    |

## Phát hành
Vào tháng 5 năm 2011, trước khi việc bấm máy bắt đầu, Walt Disney Studios Motion Pictures định ngày phát hành ra rạp ở Bắc Mĩ của phim Lạc vào xứ Oz vĩ đại và quyền năng vào ngày 8 tháng 3 năm 2013. Bộ phim ra mắt lần đầu tại rạp El Capitan Theatre ở Hollywood vào ngày 14 tháng 2 năm 2013. Disney phát hành phim rộng rãi tới 3,912 rạp.

### Quá trình tiếp thị và quảng cáo
Để quảng cáo cho bộ phim, Disney hợp tác với IMAX Corporation và HSN (Home Shopping Network) tổ chức một chiến dịch khinh khí cầu khắp toàn Hoa Kỳ, bắt đầu ở California tại Walt Disney Studios ở Burbank, dừng ở bốn địa điểm: rạp El Capitan Theatre trong lần ra mắt đầu tiên, Disneyland Resort ở Anaheim, Daytona International Speedway ở Florida và Central Park ở New York City. Disney cũng đồng thời quảng cáo bộ phim tại các công viên giải trí của họ; "Lễ hội hoa và vườn quốc tế" ở Epcot trình diễn một khu vườn đa chức năng và một khu vui chơi lấy chủ đề từ bộ phim và Disney California Adventure một số cảnh mẫu ở rạp Muppet*Vision 3D theatre.

### Phát hành tại gia đình
Lạc vào xứ Oz vĩ đại và quyền năng được phát hành bởi Walt Disney Studios Home Entertainment trên đĩa Blu-ray, Blu-ray 3D, DVD và bản download kĩ thuật số vào ngày 11 tháng 6 năm 2013. Bộ phim là sản phẩm đầu tiên của Disney không đi kèm một bản sao đĩa kĩ thuật số, thay vào đó họ chỉ cung cấp một phiên bản cho phép tải về từ trên mạng. Lạc vào xứ Oz vĩ đại và quyền năng giành được vị trí số 1 vào tuần đầu tiên phát hành phiên bản mua về tại gia đình về doanh số bán đĩa với 46% doanh thu đến từ phiên bản đĩa Blu-ray.

## Phản hồi

### Doanh thu
Lạc vào xứ Oz vĩ đại và quyền năng thu được 234,903,076 USD ở Hoa Kỳ và Canada, và 257,000,000 USD ở các nước khác; và tính đến ngày 14 tháng 7 năm 2013, đạt được doanh thu toàn cầu là 491,903,076 USD. Đây là bộ phim có doanh thu cao thứ 5 năm 2013 toàn cầu và là bộ phim có doanh thu cao thứ 89 ở Bắc Mĩ.
Các báo cáo sơ bộ cho biết bộ phim đã thu được từ 80 – 100 triệu USD cho lần đầu ra mắt ở Bắc Mĩ. Bộ phim thu được 2 triệu USD từ các buổi chiếu lúc 9 giờ tối vào tối thứ năm. Vào ngày đầu ra mắt, Lạc vào xứ Oz vĩ đại và quyền năng thu được 24.1 triệu USD, trở thành bộ phim có doanh thu ngày ra mắt cao thứ tư của tháng 3. Trong dịp cuối tuần đầu tiên ra mắt, bộ phim đứng đầu về doanh số với 79.1 triệu USD lợi nhuận, trở thành bộ phim có doanh thu vào dịp cuối tuần đầu tiên cao thứ ba của tháng 3. Do dù bộ phim có doanh số ra mắt cao hơn hầu hết tất cả các phim khác, Lạc vào xứ Oz vĩ đại và quyền năng vẫn bị Alice ở xứ sở thần tiên (2010) bỏ xa với doanh số khi mới ra mắt đạt 116.1 triệu USD. Phiên bản 3D của bộ phim chiếm 53% lợi nhuận dịp cuối tuần đầu ra mắt. 52% khán giả tới rạp là phụ nữ. Điều đáng ngạc nhiên là, số gia đình đến xem chỉ đạt 41% khán giả, trong khi các cặp đôi đến rạp chiếm tới 43%. Bộ phim vẫn đứng ở vị trí đầu bảng về doanh số ở dịp cuối tuần thứ hai ra mắt với 41.3 triệu USD lợi nhuận.
Ở ngoài Bắc Mĩ, bộ phim thu được 69.9 triệu USD lợi nhuận trong dịp cuối tuần đầu tiên ra mắt từ 46 quốc gia và vùng lãnh thổ. Trong số các thị trường đó, doanh số cao nhất của bộ phim là ở Nga và khối Cộng đồng các quốc gia độc lập (CIS) (14.7 triệu USD), Trung Quốc (9.06 triệu USD) và Pháp và khu vực Maghreb (5.77 triệu USD). Doanh số tuần mở đầu của bộ phim theo sau Alice ở xứ sở thần tiên ngoại trừ ở Nga và khối Cộng đồng các quốc gia độc lập (CIS). Nó vẫn giữ được vị trí đầu tiên về doanh thu ở ngoài Bắc Mĩ trong dịp cuối tuần thứ hai nữa. Về tổng doanh số, những quốc gia 'Oz' thu được lợi nhuận cao nhất là Nga và khối Cộng đồng các quốc gia độc lập (CIS) (27.3 triệu USD), Trung Quốc (25.5 triệu USD) và Anh, Ireland, Malta (22.3 triệu USD).
Trước khi ra mắt tại các rạp, một số nguồn tin cho biết Lạc vào xứ Oz vĩ đại và quyền năng được kì vọng sẽ lặp lại doanh thu giống như bộ phim Alice ở xứ sở thần tiên (2010). Tuy nhiên, "Oz" chỉ thu được số lợi nhuận chưa bằng một nửa doanh thu toàn cầu của "Alice".

## Phần kế tiếp
Vào ngày 7 tháng 3 năm 2013, tạp chí Variety xác nhận rằng Disney đã chấp thuận kế hoạch cho phần tiếp theo, với sự tham gia lần nữa của Mitchell Kapner trong vai trò người viết kịch bản. Mila Kunis nói trong một buổi phỏng vấn với E! News, "Chúng tôi đều đã chấp thuận việc sản xuất các phần tiếp theo." Vào ngày 8 tháng 3 năm 2013, Sam Raimi phát biểu với Bleeding Cool rằng ông không có ý định đạo diễn các phần sau, "Tôi đã để ngỏ kết thúc cho một đạo diễn khác nếu họ có ý định sản xuất các phần sau," và "Tôi bị hấp dẫn bởi cốt truyện nhưng không nghĩ rằng một phần thứ hai sẽ có điều gì đó khiến tôi hào hứng." Kapner và Roth đều nói rằng phần tiếp theo "chắc chắn sẽ không có" Dorothy, khi Kapner chỉ ra rằng có tới hai mươi năm giữa các sự kiện xảy ra trong phim và khi Dorothy xuất hiện, và "có nhiều chuyện có thể xảy ra trong quãng thời gian đó ".